# 王子硬式野球部
王子硬式野球部（おうじこうしきやきゅうぶ）は、愛知県春日井市に本拠地を置き、日本野球連盟に加盟する社会人野球の企業チームである。運営母体は王子ホールディングス。
ユニフォームは伝統的に中日ドラゴンズのものを模したデザインが使用されている。以前は中日のユニフォーム変更に合わせてユニフォームのデザインが変更されていたが、チームが2004年に第75回都市対抗野球大会で優勝してからはデザインの変更は行なわれていない。

## 概要
1957年、王子製紙春日井工場で『王子製紙春日井硬式野球部』として創部。
1978年に日本選手権に、1992年に都市対抗野球にそれぞれ初出場を果たした。
1993年10月、王子製紙と神崎製紙が合併し新王子製紙に社名を変更した。これに伴いチーム名を『新王子製紙春日井硬式野球部』に改称した。
1996年10月、新王子製紙と本州製紙が合併し社名を再び王子製紙に変更したため、チーム名も再び『王子製紙春日井硬式野球部』に改称した。
その後、本社の経営合理化に伴って1998年に鳥取県米子市を拠点に活動していた王子製紙米子を、2000年に北海道苫小牧市を拠点に活動していた王子製紙苫小牧をそれぞれ廃部にし春日井野球部に統合した。2002年には、チーム名を『王子製紙硬式野球部』に改称した。
2004年、5回目の出場となった同年の都市対抗野球では、決勝でホンダと対戦し、大会史上初となるサヨナラホームランで優勝を決めた。この優勝はチームのみならず、愛知県勢として初の黒獅子旗獲得であった。
2008年、都市対抗野球で2004年以来となる決勝に駒を進めたが、新日本石油ENEOSに敗れ準優勝となった。
2012年10月1日、母体が持ち株会社制に移行し王子ホールディングスに社名を変更した。これに伴いチーム名を『王子硬式野球部』に改称した。

## 設立・沿革
- 1957年 - 『王子製紙春日井』として創部。
- 1978年 - 日本選手権に初出場（初戦敗退）。
- 1992年 - 都市対抗野球に初出場（4強）。
- 1993年 - 社名変更に伴い、チーム名を『新王子製紙春日井』に改称。
- 1996年 - 社名変更に伴い、チーム名を再び『王子製紙春日井』に改称。
- 1998年 - 王子製紙米子を統合。
- 2000年 - 王子製紙苫小牧を統合。
- 2002年 - チーム名を『王子製紙』に改称。
- 2004年 - 都市対抗野球で初優勝。
- 2012年 - チーム名を『王子』に改称。

## 主要大会の出場歴・最高成績
- 都市対抗野球大会：出場19回、優勝1回（2004年）、準優勝1回（2008年）
- 社会人野球日本選手権大会：出場14回、4強2回（2007年、2016年）
- JABA北海道大会：優勝1回（1998年）
- JABA静岡大会：優勝1回（2019年）
- JABA富山市長旗争奪富山大会：優勝1回（2007年）
- JABA新潟大会：優勝1回（1997年）
- JABA高山市長旗争奪飛騨高山大会：優勝1回（2009年）
- JABA伊勢大会：優勝2回（1997年、1998年）

## 主な出身プロ野球選手
- 金井正幸（投手） - 1973年ドラフト外で中日ドラゴンズに入団
- 吉本亮（捕手） - 1992年ドラフト4位で広島東洋カープに入団
- 黒木知宏（投手） - 1994年ドラフト2位で千葉ロッテマリーンズに入団
- 玉峰伸典（投手） - 1998年ドラフト6位で読売ジャイアンツに入団
- 上坂太一郎（外野手） - 1999年ドラフト5位で阪神タイガースに入団
- 鈴木貴志（投手） - 2002年ドラフト5位で千葉ロッテマリーンズに入団
- 木谷寿巳（投手） - 2005年大学生・社会人ドラフト6位で東北楽天ゴールデンイーグルスに入団
- 川口盛外（投手） - 2009年ドラフト6位で広島東洋カープに入団
- 熊代聖人（外野手） - 2010年ドラフト6位で埼玉西武ライオンズに入団
- 山本翔也（投手） - 2013年ドラフト5位で阪神タイガースに入団
- 船越涼太（捕手） - 2015年ドラフト4位で広島東洋カープに入団
- 西川龍馬（内野手） - 2015年ドラフト5位で広島東洋カープに入団
- 髙島泰都（投手） - 2023年ドラフト5位でオリックス・バファローズに入団

## 元プロ野球選手の競技者登録
- 川口盛外（元：広島東洋カープ） - 投手（2012年 - 2018年）
- 船越涼太（元：広島東洋カープ） - 捕手（2020年 - 2022年途中）

## かつて在籍していた選手・コーチ・監督
- 棚橋祐司（外野手） - 選手として在籍。その後、コーチを経て2001年から2008年まで監督を務めた。2004年に監督としてチームを都市対抗野球優勝に導いた。